# James Tarjan
James Edward Tarjan (ur. 22 lutego 1952 w Pomonie) – amerykański szachista, arcymistrz od 1976 roku.

## Kariera szachowa
Od połowy lat 70. XX wieku do połowy 80. należał do ścisłej czołówki szachistów Stanów Zjednoczonych. Pomiędzy 1974 a 1982 rokiem wziął udział we wszystkich pięciu w tym okresie rozegranych szachowych olimpiadach, zdobywając 7 medali: 4 wraz z drużyną (złoty - 1976 i 3 brązowe - 1974, 1978, 1982) oraz 3 za uzyskane wyniki indywidualne (2 złote - 1974, 1978 i brązowy - 1982). W roku 1979 jedyny raz w swojej karierze wystąpił w turnieju międzystrefowym, zajmując  w Rydze XI miejsce. Wielokrotnie brał udział w finałach indywidualnych mistrzostw swojego kraju, największy sukces osiągając w roku 1978 w Pasadenie, gdzie zajął II miejsce (za Lubomirem Kavalkiem).
Wielokrotnie startował w międzynarodowych turniejach, największe sukcesy odnosząc m.in. w Norwich (1972, II m. za Gyula Saxem), Suboticy (1975, I m.), Vancouver (1976, I m.), Manili (1977, II m. za Eugenio Torre), Bogocie (1979, II m. za Aleksandrem Bielawskim), Berkeley (1981, I m.) oraz Vršacu (1983, memoriał Borislava Kosticia, dz. I m wraz z Gieorgijem Agzamowem i Predragiem Nikoliciem).
Najwyższy ranking w karierze osiągnął 1 lipca 1981, z wynikiem 2540 punktów dzielił wówczas 45-48. miejsce na światowej liście FIDE, jednocześnie zajmując 6. miejsce wśród amerykańskich szachistów. W 1984 zakończył profesjonalną karierę szachisty.